# Кастільйоне-Тінелла
Кастільйоне-Тінелла (італ. Castiglione Tinella, п'єм. Castion Tinela) — муніципалітет в Італії, у регіоні П'ємонт,  провінція Кунео.
Кастільйоне-Тінелла розташоване на відстані близько 470 км на північний захід від Рима, 55 км на південний схід від Турина, 65 км на північний схід від Кунео.
Населення — 893 особи (2014).

## Демографія
Населення за роками:

Станом на 1 січня 2023 року в муніципалітеті офіційно проживало 117 іноземців з 15 країн, серед них 36 громадян країн Євросоюзу.

## Сусідні муніципалітети
- Калоссо
- Кастаньоле-делле-Ланце
- Коаццоло
- Костільйоле-д'Асті
- Санто-Стефано-Бельбо